# 訃報 2016年2月
訃報 2016年2月（ふほう 2016ねん2がつ）では、2016年2月に物故した、又は物故が報じられた人物についてまとめる。

## （1日 - 15日）

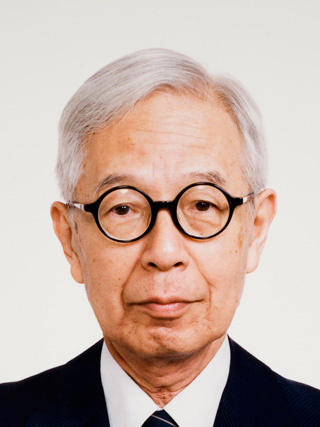
京極純一／2月1日没

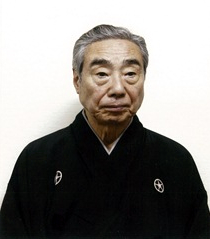
宝生閑／2月1日没

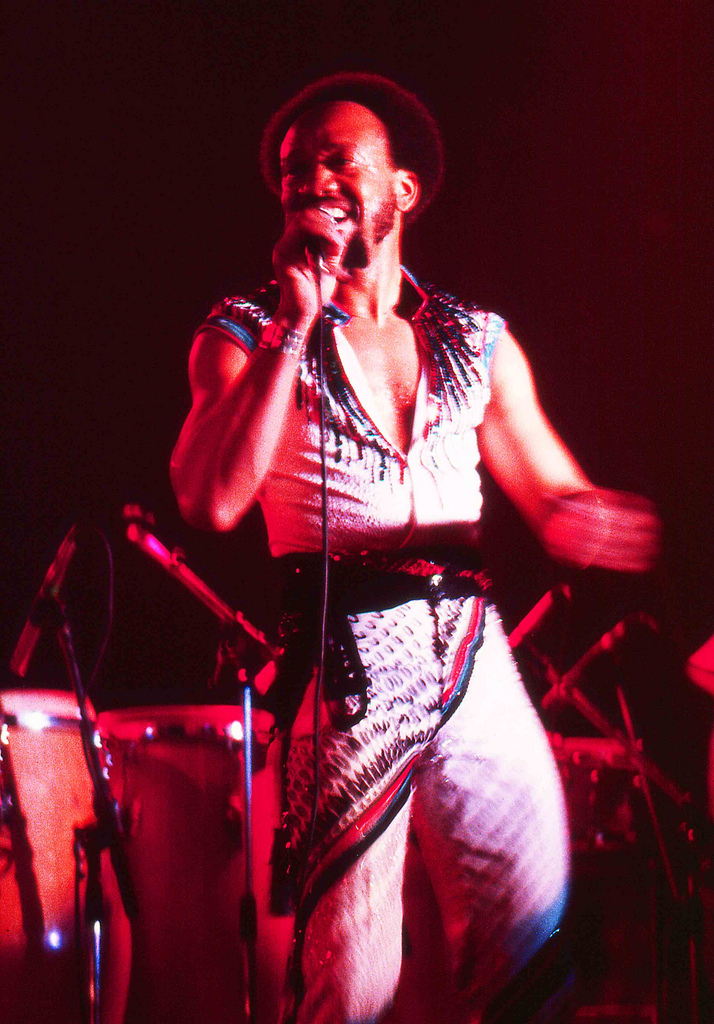
モーリス・ホワイト／2月4日没

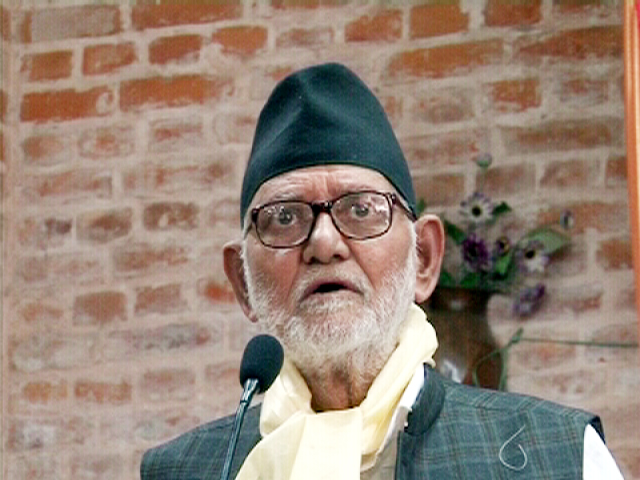
スシル・コイララ／2月9日没

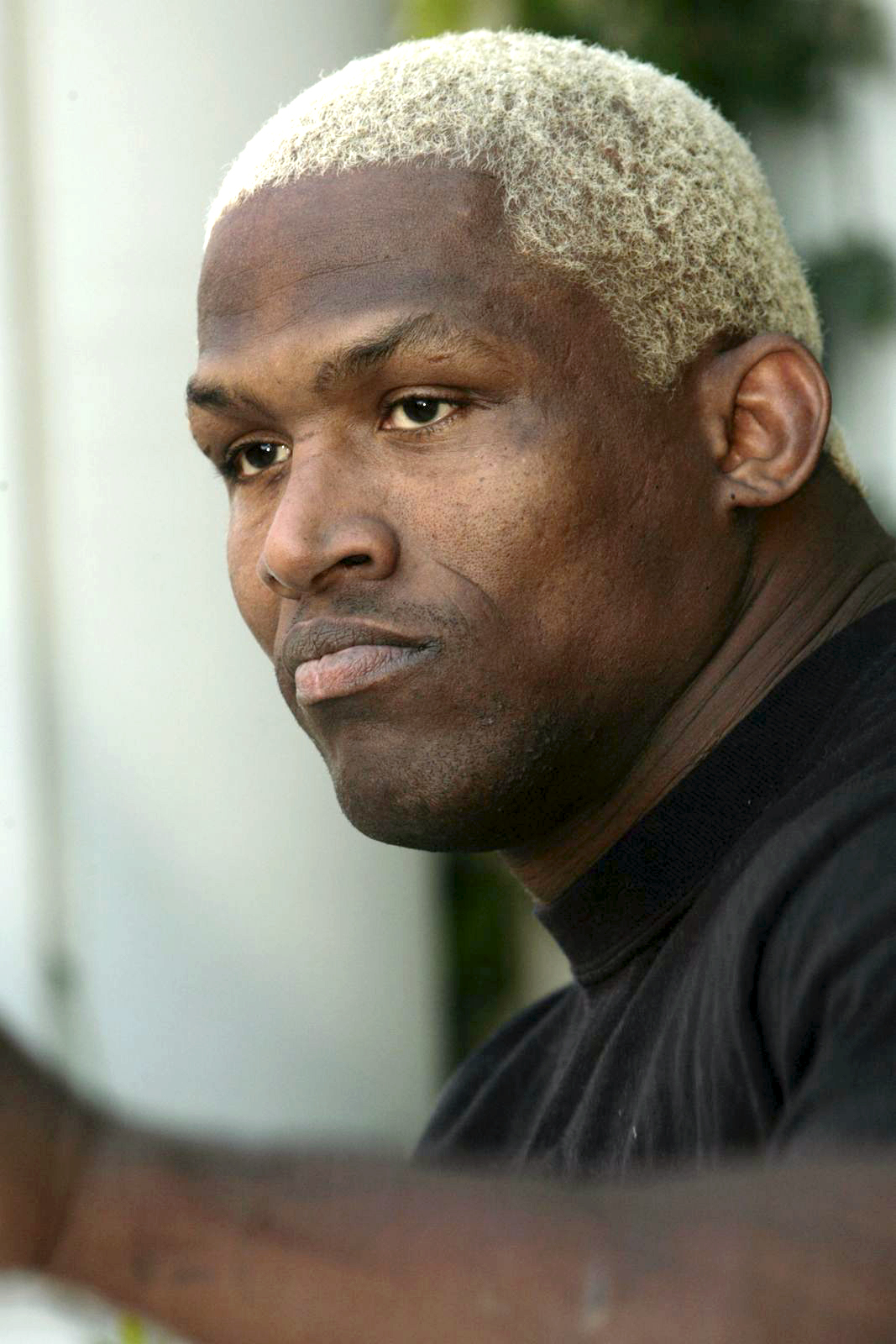
ケビン・ランデルマン／2月11日没

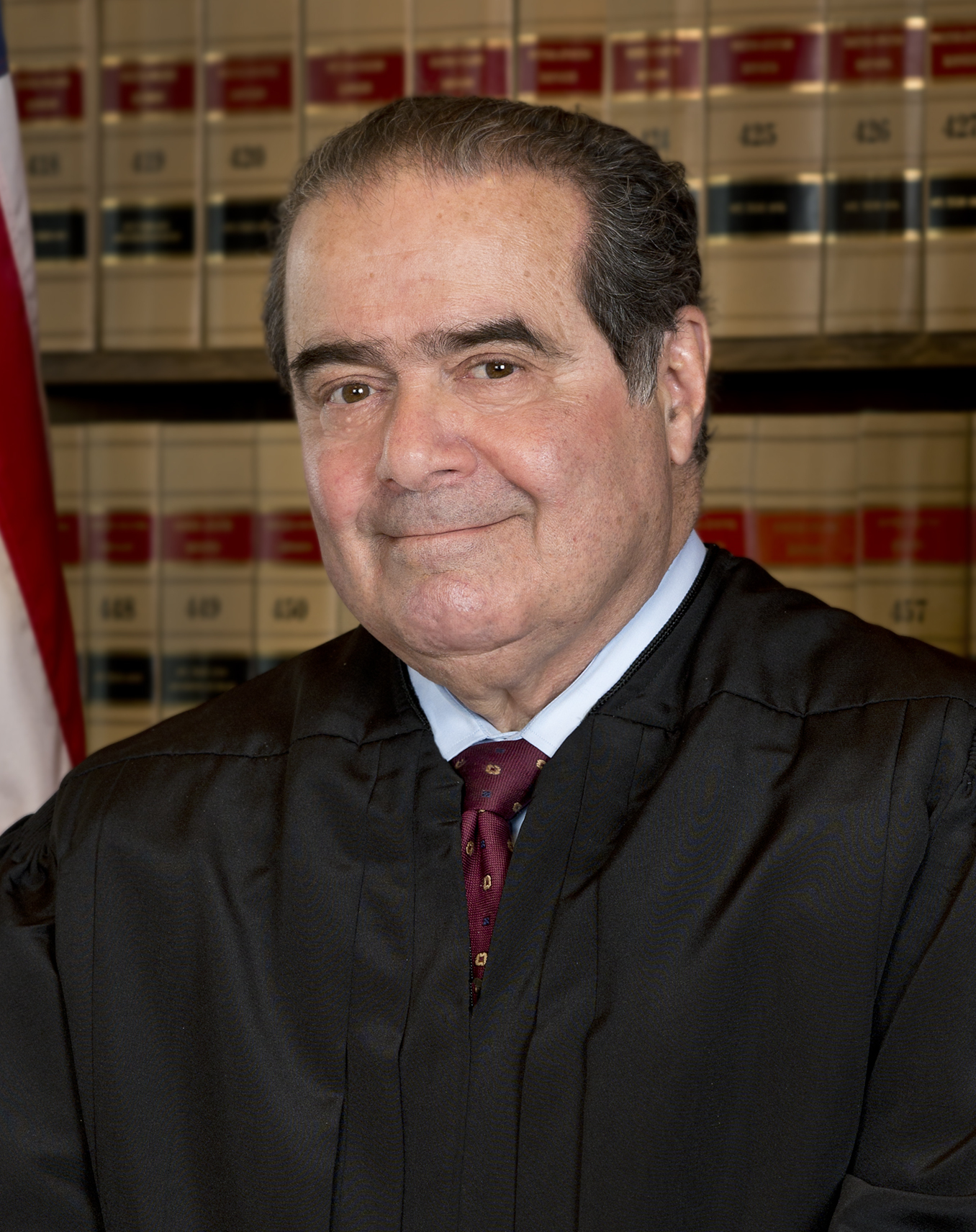
アントニン・スカリア／2月13日没

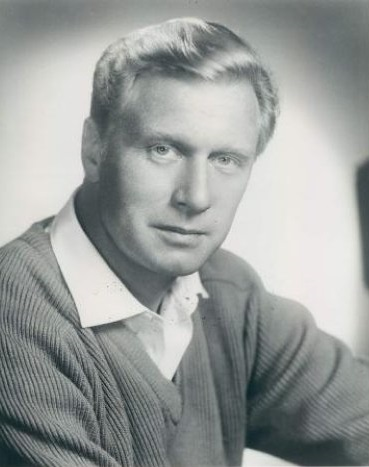
ジョージ・ゲインズ／2月15日没

- 2月1日 - 佐藤初女、日本の福祉活動家、教育者（* 1921年）[1]
- 2月1日 - 京極純一、日本の政治学者、東京大学名誉教授（* 1924年）[2]
- 2月1日 - 篠原大作、日本の俳優、声優、ナレーター（* 1933年）[3]
- 2月1日 - 河波利夫、日本の実業家、元ニッカトー社長（* 1933年?）[4]
- 2月1日 - 宝生閑、日本の能楽師（* 1934年）[5]
- 2月1日 - 石井仁兵衛、日本の能楽師、大鼓方石井流十二世宗家（* 1935年）[6]
- 2月1日 - 柳井満、日本のテレビプロデューサー、演出家（* 1935年）[7]
- 2月2日 - 会田長栄、日本の政治家、元日本社会党参議院議員（* 1928年）[8]
- 2月2日 - 韮沢靖、日本の造型師、キャラクターデザイナー、イラストレーター（* 1963年）[9]
- 2月3日 - 浜垣実、日本の政治家、元北海道恵庭市長（* 1926年）[10]
- 2月3日 - 井上洋介、日本の絵本作家（* 1931年）[11]
- 2月3日 - ジョー・アラスカイ、アメリカ合衆国の声優（* 1949年）[12]
- 2月4日 - 小島宣夫、日本の実業家、元産経新聞社副社長、元日本工業新聞社会長（* 1928年）[13]
- 2月4日 - エドガー・ミッチェル、アメリカ合衆国の工学者、宇宙飛行士（* 1930年）[14]
- 2月4日 - モーリス・ホワイト、アメリカ合衆国のミュージシャン、アース・ウィンド・アンド・ファイアーリーダー（* 1941年）[15]
- 2月5日 - 松尾俊治、日本のジャーナリスト、元日本野球連盟参与（* 1924年）[16]
- 2月6日 - 加藤章、日本の歴史学者、元盛岡大学学長、元上越教育大学学長（* 1931年）[17]
- 2月6日 - 稲垣正浩、日本の体育学者、日本体育大学名誉教授（* 1938年）[18]
- 2月6日 - 室戸英夫、日本の政治家、岐阜県北方町長（* 1942年）[19]
- 2月6日 - 桐山秀樹、日本のノンフィクション作家（* 1954年）[20]
- 2月7日 - 角本良平、日本の交通評論家（* 1920年）[21]
- 2月7日 - 鬼木哲一、日本の政治家、元佐賀県七山村長（* 1925年?）[22]
- 2月8日 - 高石誠二、日本の実業家、元合同製鐵副社長（* 1919年）[23]
- 2月8日 - 川村仁弘、日本の官僚、元自治大学校校長（* 1947年）[24]
- 2月8日 - 松原正樹、日本のギタリスト（* 1954年）[25]
- 2月9日 - 田中耕介、日本の政治家、元福岡県飯塚市長（* 1918年）[26]
- 2月9日 - 野田好子、日本の洋画家（* 1925年）[27]
- 2月9日 - 坪井栄孝、日本の医師、元日本医師会会長（* 1929年）[28]
- 2月9日 - 福田泰昌、日本の政治家、元鳥取市議会議長（* 1931年?）[29]
- 2月9日 - スシル・コイララ、ネパールの政治家、元首相（* 1939年）[30]
- 2月9日 - 井坂興、日本の元プロ野球選手【読売ジャイアンツ所属】（* 1941年）[31]
- 2月9日 - 平田恒雄、日本の元プロ野球選手【中日ドラゴンズ所属】（* 1955年）[32]
- 2月10日 - 小林芳之、日本の実業家、元テイカ社長（* 1933年?）[33]
- 2月10日 - 宇野允恭、日本の実業家、元日本油脂社長（* 1934年）[34]
- 2月11日 - 古川惣平、日本の歯学者、大阪大学教授（* 1953年?）[35]
- 2月11日 - ケビン・ランデルマン、アメリカ合衆国の総合格闘家（* 1971年）[36]
- 2月12日 - 中桐伸五、日本の政治家、元民主党衆議院議員（* 1943年）[37]
- 2月13日 - 三川泉、日本の能楽師（* 1922年）[38]
- 2月13日 - 岩倉具忠、日本のイタリア文学者、京都大学名誉教授（* 1933年）[39]
- 2月13日 - アントニン・スカリア、アメリカ合衆国の合衆国最高裁判所判事（* 1936年）[40]
- 2月14日 - 原曻、日本の政治家、元大阪府岸和田市長（* 1922年）[41]
- 2月14日 - スティーブン・スタッキー（英語版）、アメリカ合衆国の作曲家（* 1949年）[42]
- 2月14日 - 神江里見、日本の漫画家（* 1950年）[43]
- 2月15日 - ジョージ・ゲインズ、アメリカ合衆国の俳優（* 1916年）[44]
- 2月15日 - 藤田高敏、日本の政治家、元日本社会党衆議院議員（* 1923年）[45]
- 2月15日 - 桜井孝身、日本の画家（* 1928年）[46]
- 2月15日 - 南原晃、日本の実業家、全日本大学野球連盟副会長、元日本輸出入銀行副総裁（* 1933年）[47]
- 2月15日 - 大山茂、日本の空手家（* 1936年）[48]
- 2月15日 - 田村広一、日本の政治家、元兵庫県高砂市長（* 1950年?）[49]

## （16日 - 29日）

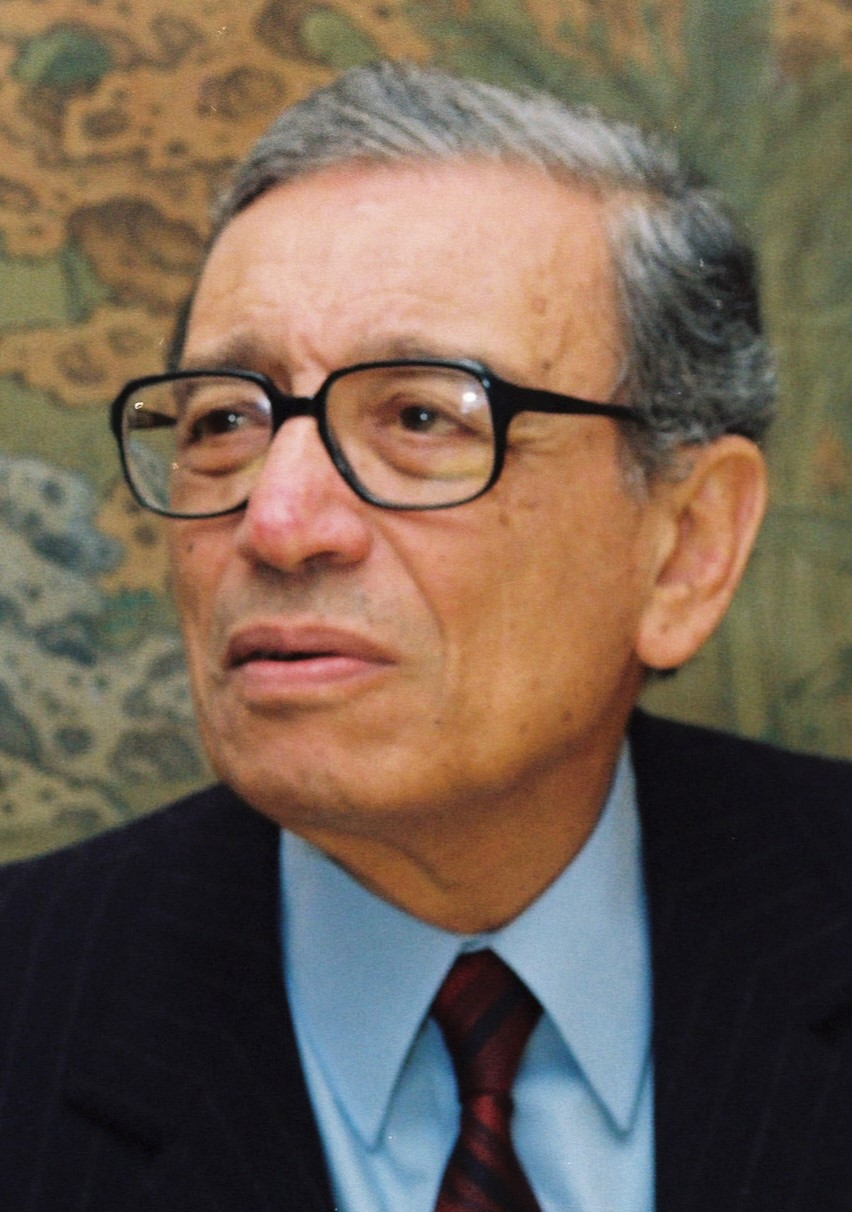
ブトロス・ブトロス＝ガリ／2月16日没

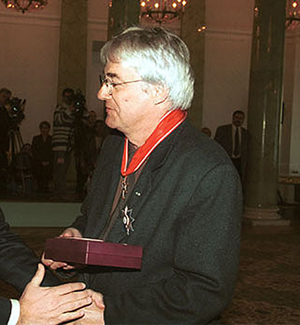
アンジェイ・ズラウスキー／2月17日没

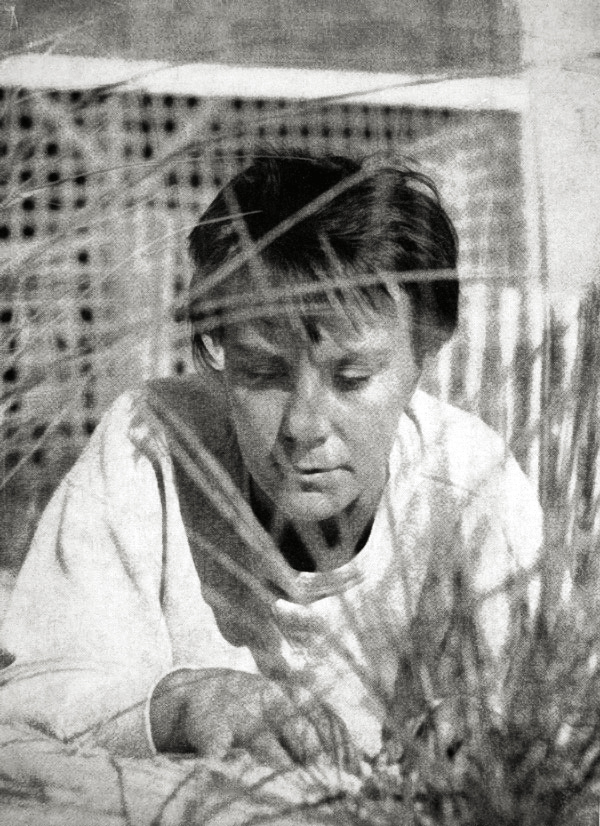
ハーパー・リー／2月19日没

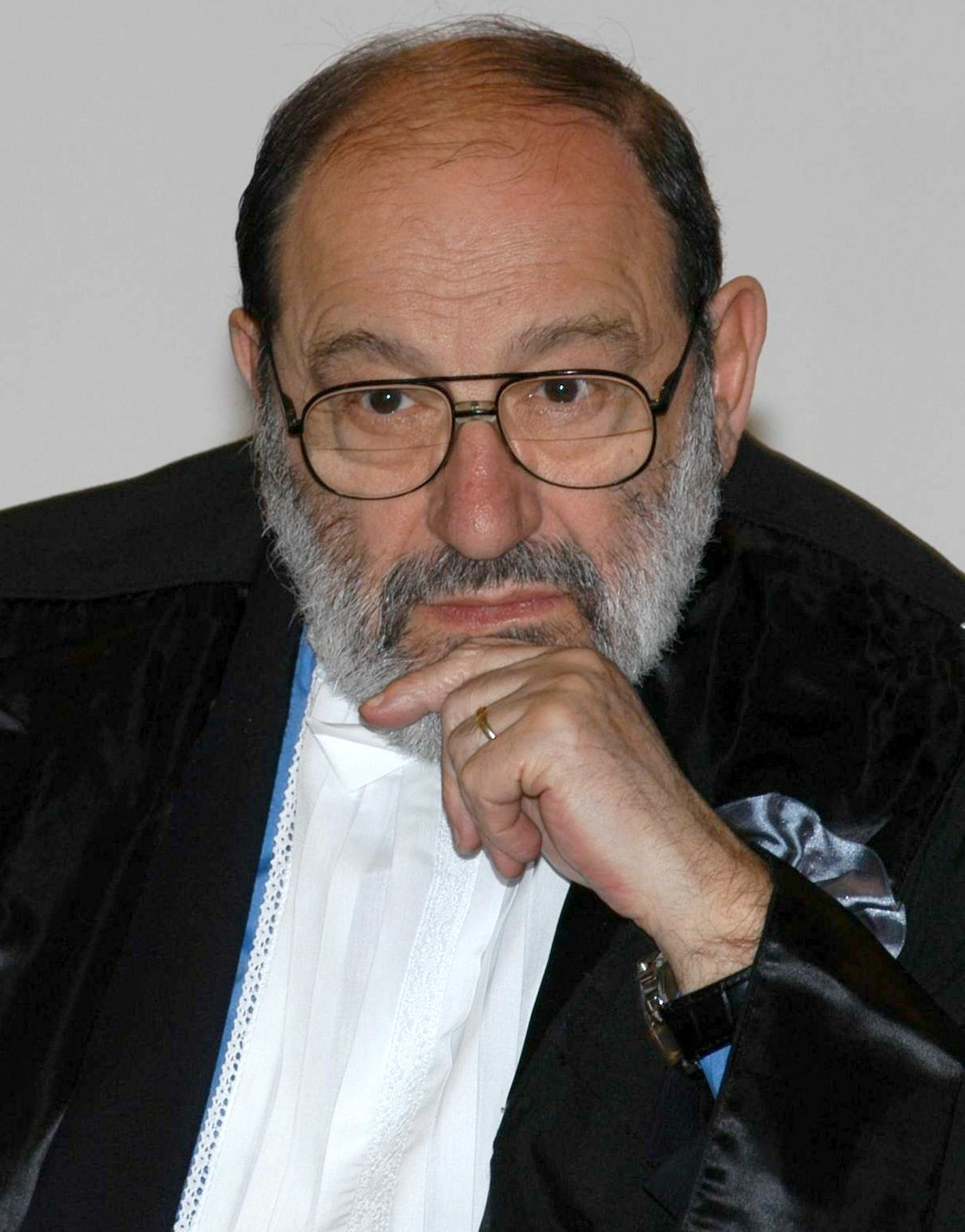
ウンベルト・エーコ／2月19日没

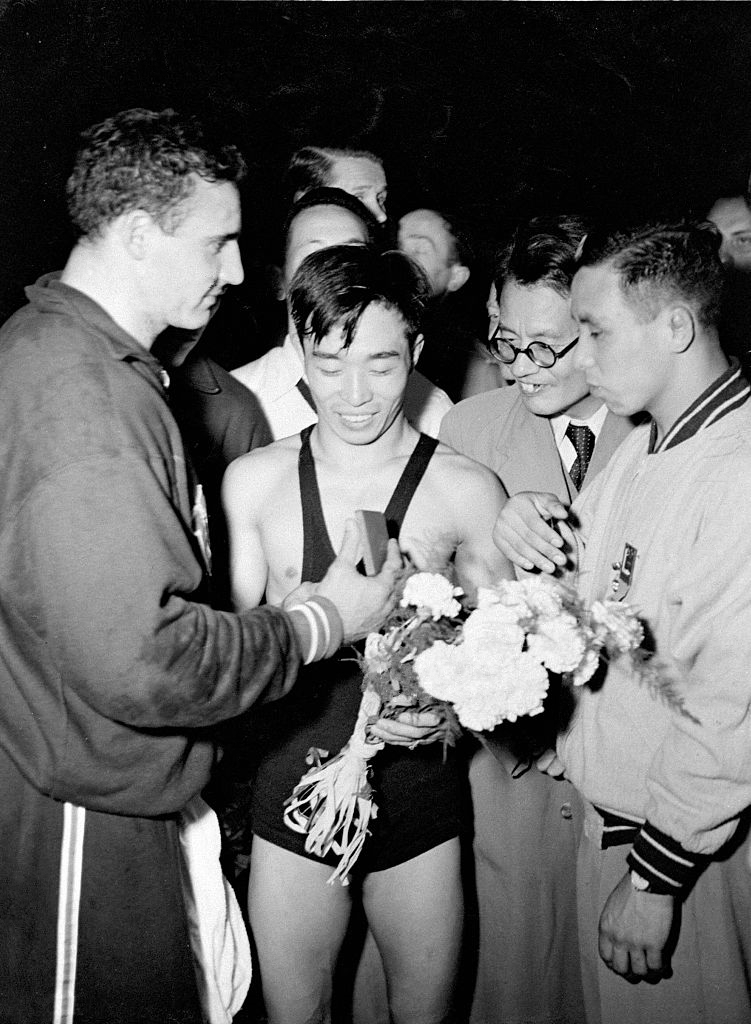
北野祐秀（中央）／2月27日没

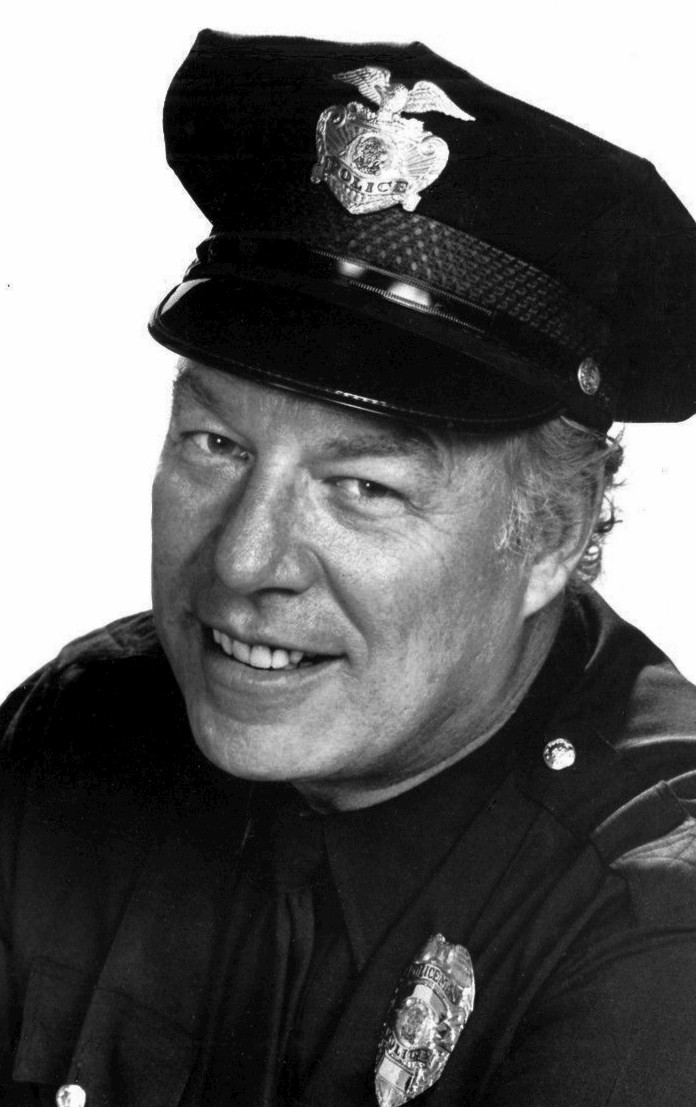
ジョージ・ケネディ／2月28日没

- 2月中旬 - 山浦章、日本の漫画家（* 1967年）[50]
- 2月16日 - ブトロス・ブトロス＝ガリ、エジプトの国際法学者、元国際連合事務総長（第6代）（* 1922年）[51]
- 2月16日 - エルンスト・シャイデッガー（ドイツ語版）、スイスの写真家（* 1923年）[52]
- 2月16日 - 今市憲作、日本の工学者、大阪大学名誉教授（* 1929年）[53]
- 2月16日 - 堀口始、日本の演出家（* 1931年）[54]
- 2月16日 - はかま満緒、日本の放送作家、ラジオパーソナリティー（* 1937年）[55]
- 2月17日 - 裾分一弘、日本の美術史家、 学習院大学名誉教授（* 1924年）[56]
- 2月17日 - アンジェイ・ズラウスキー、ポーランドの映画監督（* 1940年）[57]
- 2月17日 - トニー・フィリップス（英語版）、アメリカ合衆国の野球選手（* 1959年）[58]
- 2月18日 - 梅渓昇、日本の歴史学者、大阪大学名誉教授（* 1921年）[59]
- 2月18日 - 大城眞順、日本の政治家、元琉球政府立法院議員、元自由民主党衆議院議員・参議院議員（* 1927年）[60]
- 2月18日 - 観世豊純、日本の能楽師、観世流小鼓方十八世宗家（* 1934年）[61]
- 2月18日 - 津島佑子、日本の小説家、太宰治の娘（* 1947年）[62]
- 2月18日 - 神田陽司、日本の講談師（* 1962年）[63]
- 2月18日 - 小林宏、日本のカーリング選手、スポーティングカナダ代表取締役社長（* 1947年）[64]。
- 2月19日 - 水嶋山耀、日本の書家、毎日書道展名誉会員、大阪教育大学名誉教授（* 1916年）[65]
- 2月19日 - ハーパー・リー、アメリカ合衆国の小説家（* 1926年）[66]
- 2月19日 - 齋藤史郎、元徳島大学長、同大名誉教授（内科学）（* 1930年）[67]
- 2月19日 - ウンベルト・エーコ、イタリアの記号論哲学者、小説家（* 1932年）[68]
- 2月19日 - 江崎照雄、日本のプロ野球選手、スコアラー（* 1934年）[69]
- 2月19日 - 合田佐和子、日本の画家（* 1940年）[70]
- 2月19日 - 田原睦夫、日本の弁護士、元最高裁判所判事（* 1943年）[71]
- 2月19日 - 大島俊之、日本の法学者、弁護士、元神戸学院大学教授（* 1947年）[72]
- 2月19日 - 両澤千晶、日本の脚本家（* 1959年）[73]
- 2月20日 - 沖正一郎、日本の実業家、元ファミリーマート社長、元良品計画会長（* 1926年）[74]
- 2月20日 - 富塚三夫、日本の労働運動家、政治家、元日本労働組合総評議会事務局長、元日本社会党衆議院議員（* 1929年）[75]
- 2月21日 - 16世喜多六平太、日本の能楽師（* 1924年）[76]
- 2月21日 - 池田忠雄、日本の政治家、元大阪府和泉市長（* 1932年）[77]
- 2月21日 - 大見忠弘、日本の工学者、東北大学名誉教授（* 1939年）[78]
- 2月21日 - 江藤晴康、日本のプロ野球選手（* 1922年）
- 2月22日 - ダグラス・スローカム、イギリスの撮影監督（* 1913年）[79]
- 2月22日 - 2代目秋田Bスケ、日本の漫才師（* 1926年）[80]
- 2月22日 - 加藤正雄、日本の実業家、加藤製作所会長（* 1928年）[81]
- 2月22日 - 西中清、日本の政治家、元公明党衆議院議員（* 1932年）[82]
- 2月22日 - 村田和人、日本のシンガーソングライター、作曲家（* 1954年）[83]
- 2月23日 - 山本賢三、日本の工学者、元日本原子力研究所副理事長、名古屋大学名誉教授（* 1915年）[84]
- 2月23日 - 上野哲弘、日本の政治家、元和歌山県新宮市長（* 1944年?）[85]
- 2月24日 - 末吉俊信、日本のプロ野球選手【毎日オリオンズ所属】（* 1927年）[86]
- 2月24日 - 河村直治、日本の実業家、元大和証券副社長（* 1931年?）[87]
- 2月24日 - 清水良治、日本の彫刻家、金沢美術工芸大学名誉教授（* 1935年）[88]
- 2月25日 - トニー・バートン、アメリカ合衆国の俳優（* 1937年）[89]
- 2月25日 - 板倉徹、日本の外科学者、前和歌山県立医科大学理事長・学長（* 1946年）[90]
- 2月26日 - 上野裕也、日本の経済学者、元成蹊大学学長、元名古屋大学教授（* 1926年）[91]
- 2月26日 - 白鳥伸雄、日本の競輪選手、競輪評論家（* 1928年）[92]
- 2月26日 - 大坂之雄、日本の工学者、広島大学名誉教授（* 1930年）[93]
- 2月27日 - 北野祐秀、日本の元アマチュアレスリング選手、レスリング指導者（* 1930年）[94]
- 2月27日 - 伊藤厚子、日本の物理学者、お茶の水女子大学名誉教授（* 1933年）[95]
- 2月27日 - 西田善夫、日本のアナウンサー【日本放送協会】、スポーツ評論家（* 1936年）[96]
- 2月27日 - ちば拓、日本の漫画家（* 1959年）[97]
- 2月28日 - ジョージ・ケネディ、アメリカ合衆国の俳優（* 1925年）[98]
- 2月28日 - 渡辺嘉蔵、日本の政治家、元日本社会党衆議院議員（* 1926年）[99]
- 2月28日 - 藤原哲太郎、日本の政治家、元民社党衆議院議員（* 1927年）[100]
- 2月28日 - 飯村一賀、日本の化学者、東京理科大学名誉教授（* 1929年）[101]
- 2月28日 - 戸苅吉孝、日本の工学者、名古屋工業大学名誉教授（* 1939年）[102]
- 2月28日 - 角谷栄次、日本の俳優（* 1947年）[103]
- 2月29日 - 葉治英哉、日本の小説家（* 1928年）[104]
- 2月29日 - 岩井宏實、日本の民俗学者、元帝塚山大学学長、国立歴史民俗博物館名誉教授（* 1932年）[105]
- 2月29日 - 溝部脩、日本の司教、元カトリック仙台教区・高松教区教区長（* 1935年）[106]
- 2月29日 - 上野尚一、日本の実業家、朝日新聞社社主（* 1936年）[107]
- 2月29日 - 太田垣立郎、日本の実業家、元岩田屋三越社長（* 1950年）[108]